# Martin Luther King mlajši
Za druge osebe z istim imenom glej Martin Luther (razločitev).
Častiti Martin Luther King mlajši, ameriški baptistični duhovnik in borec za državljanske pravice, * 15. januar 1929, Atlanta, Georgia, ZDA, † 4. april 1968, Memphis, Tennessee.
Martin Luther King mlajši je prejel leta 1964 Nobelovo nagrado za mir.

## Življenje in delo
Tako njegov oče in ded sta bila duhovnika v Ebenezerjevi baptistični cerkvi v Atlanti, kjer je pozneje tudi sam služil kot pastor ob očetu. Šolal se je na kolidžu Morehouse (Morehouse College), na Crozerjevem teološkem seminišču in na bostonski univerzi, leta 1953 se je poročil z Coretto Scott.
Veliko pove ena njegovih zgodnjih pridig iz 24. januarja 1954:

"Dolžina življenja, kakor jo bomo uporabili, ni njegovo trajanje niti njegova dolgoživost. Prej kot to je potisk življenja naprej, k njegovim osebnim ciljem in ambicijam. Širina življenja je zunanja skrb za dobrobit drugih. Višina življenja je seganje navzgor proti Bogu. To so tri razsežnosti življenja in brez potrebnega razvijanja vseh nobeno življenje ne postane popolno. Življenje je v najboljšem primeru velik trikotnik. V enem kotu stoji posamezna oseba, v drugem kotu stojijo druge osebe, na vrhnji konici pa stoji Bog. Če to troje ni povezano, če ne deluje skupaj, usklajeno v enem samem življenju, je to življenje nepopolno."
Pričel je sodelovati tudi z organizacijo NAACP.
Leta 1955, ko je bil pastor v baptistični cerkvi na Dexterski aveniji v Montgomeryju v Alabami, so aretirali neko črnko, po imenu Rosa Parks, ker se ni hotela premakniti v zadnji del avtobusa, ki je bil namenjen črncem. Mladi pastor se je nenadoma znašel na položaju voditelja bojkota avtobusov, ki je sledil dogodku. Dosegel je ukinitev ločenih oddelkov na avtobusih in si v jasnosti ustvaril sloves bojevnika za socialno pravičnost. Kot predsednik Konference voditeljev kristjanov Juga se je spustil v odločilen boj za državljanske pravice, zgodovinsko je pomembno njegovo sodelovanje s Malcolmom X oziroma Nacijo Islama, ki so bili militantno usmerjena skupina, zaradi katere je naslanjanje dr. Kinga na miroljubne rešitve bilo še bolj uspešno. Tako je dosegel volilno pravico za temnopolte državljane ZDA in izničil veliko zakonodaje, ki je ločevalo pravice temnopoltih od drugih državljanov ZDA. Pomembno je k temu prispeval tudi predsednik Lyndon Johnson, ki je uspešno uzakonil vse te vsebine v amandmaje ustave ZDA.
Ključ Kingovega uspeha je bila njegova krščanska zavzetost, strastno pridiganje in politična trdnost. Vzgojen je bil v črnski evangeličanski tradiciji, v duhu socialnega evangelijskega gibanja in je v krščanstvu videl silo, ki lahko preobrazi ne le posameznika ampak vso družbo. S svojo kombinacijo Jezusovega sporočila (ljubite svoje sovražnike) in ghandijevske metode (nenasilnega odpora) je gibanje za pravice črncev filozofsko in strateško utemeljil. Uporaba nenasilja kot sredstva za doseganje socialne pravičnosti v družbi je bila všeč tako črncem kot belcem. Ker je bil eden glasnejših nasprotnikov vojne v Vietnamu, je bil prepoznan kot varnostno tveganje in predvsem tu odstopal od Ghandijeve prakse, ki je vložil veliko skrbi v vojno usposobljene bolničarje in drugačne indijske vojake, četudi so pri tem pomagali Britanskemu imperiju, dr.King pa se je naslonil na etiko Črnih panterjev in uporniške mladine in podobnih asociacij, ki so se tedaj sklicevale na protivojne krščanske vrednote.
V trinajstih letih, kolikor je vodil gibanje za državljanske pravice, je King slavil zmago za zmago, ne da bi se enkrat samkrat zatekel k nasilju. Svojim belim nasprotnikom je sporočal: »Vaši sili, s katero nam prizadevate trpljenje, bomo kljubovali s svojo močjo, s katero to trpljenje lahko vzdržimo. Vaše fizično nasilje bomo prestrezali z močjo duše. Počnite z nami, kar vas je volja, mi pa vas bomo še naprej ljubili...« Njegovo sporočilo in metoda sta zaslovela po celem svetu in leta 1964 je dobil Nobelovo nagrado za mir. Izredno pomembno je njegovo naslanjanje na metode Mahatme Ghandija, indijskega voditelja za osamosvojitev Indije. Oblasti so uporabile različna sredstva, tudi prisluškovanja, da bi onečastili njegovo dobro ime, saj so javnosti razkrile njegovo izvenzakonsko razmerje.
Martina Luthra Kinga je leta 1968 pri devetintridesetih letih ustrelil atentator. Podobno se je zgodilo Malcolmu X in še nekaterim državnikom ZDA v tem obdobju. Čeprav je postal žrtev sovraštva, je svetu zapustil svoje prepričanje in dokazal, da je ljubezen močnejša od sovraštva. V njegov spomin, pa tudi v spomin zgodovine temnopoltih v ZDA cel februar praznujejo z različnimi dogodki. Z njegovim imenom so poimenovane številne ulice in spomeniki. 

Pred atentatom je imel govor, ki je postal izredno pomemben. V govoru se sklicuje na neuspele ambicije Ghandija, apostola Pavla, predsednika Woodrowa Wilsona, nato povzema kratko zgodovino zahoda in zaključi z zgodbo o okrevanju po poskusu umora nad njim od temnopolte gospe in veseljem, da je uzrl stvari, ki jih sicer ne bi videl, če bi tedaj ne okreval. A želi doseči še več:
/..."Nato sem prišel v Memphis. In nekateri so začeli groziti ali govoriti o grožnjah, ki so bile izrečene, ali o tem, kaj bi mi utegnili storiti nekateri naši bolni beli bratje.
No, ne vem, kaj se bo zgodilo zdaj, čaka nas nekaj težavnih dni. Toda zame to zdaj resnično ni pomembno, kajti bil sem na vrhu gore. In ne moti me. Kakor vsakdo bi tudi jaz rad živel dolgo življenje - dolgoživost ima svoje mesto. To to me zdaj ne skrbi. Samo božjo voljo hočem izpolniti. In Bog mi je dovolil, da se povzpnem na goro. Ozrl sem se naokoli in videl obljubljeno deželo. Morda ne bom prišel tja skupaj z vami. Toda želim, da nocoj veste, da bomo mi kot ljudstvo prišli v obljubljeno deželo. In nocoj sem srečen. Nič me ne skrbi. Ne bojim se nikogar. Moje oči so videle slavo božjega prihoda."/
Citat njegove zadnjega govora se sklicuje na Mojzesovo ogledovanje obljubljene dežele Kanaan, v katero nikoli ni vstopil, četudi je vodil svoj narod skozi puščavo in jim dal novo postavo. Deležen je bil božje kazni zaradi svoje malovernosti, ko je enkrat podvomil o Božji vsemogočnosti; a je sicer veljal za največjega svetopisemskega preroka stare zaveze.